# یوخن شومان
یوخن شومان (به آلمانی: Jochen Schümann) ورزشکار مرد رشتهٔ قایقرانی بادبانی اهل کشور آلمان است. وی در بین سال‌های ‎۱۹۷۶ تا ۲۰۰۰ میلادی در مسابقات بازی‌های المپیک تابستانی در مجموع ۴ مدال، شامل ۳ مدال طلا و ۱ نقره را کسب کرد.